# Interes
Interes — pojęcie występujące w naukach społecznych i różnie definiowane, związane z kategoriami „potrzeba” i  „wartość”; Jako podstawę interesu, uważa się pewien rodzaj wartości, gdzie x jest interesem A ze względu na wartość y. Dany stan albo przedmiot może zostać uznany za interes podmiotu, z uwagi na to, że jest on wartościowy lub korzystny dla niego. Określenia interesu można wskazać potrzeby lub zbiór potrzeb, gdzie x jest interesem A ze względu na potrzebę y. Interes stanowi również przyczynę, pobudzającą do wzięcia udziału w czymś bądź — obchodzącą kogoś rzecz.
Samo pojęcie „interes” pochodzi od słowa interesse, które w języku łacińskim tłumaczone jest jako ‘być w czymś’ w rozumieniu „znajdować się w czymś”, „brać udział”, „być obecnym”. Słownik języka polskiego definiuje „interes” jako sprawę, omówienie sprawy, pożytek, korzyść, zysk, rzecz opłacalną.
Rzeczownik „interes” może być zestawiony z dookreśleniami takimi, jak faktyczny, prawny, indywidualny, zbiorowy, społeczny, publiczny, narodowy, państwowy, rzeczywisty, ukryty, itp., które to wskazują na konkretną płaszczyznę odniesienia tego wyrazu. W licznych aktach prawnych możemy spotkać ten termin w różnym kontekście, jako, między innymi:
- Interes prawny – koncepcja prawna
- Interes faktyczny
- Interes narodowy – utożsamiany z racją stanu
- interes publiczny